# Айлант
Айла́нт (Ailanthus) — рід родини симарубових. Швидкоросле дерево з непарнопірчастим листям і дрібними квітками, зібраними у волоть. Плід — крилатка.

## Види
Відомо близько 15 видів, поширених у Китаї, Індії, Австралії, на Філіппінах. В пострадянських країнах, зокрема на Кавказі, в Середній Азії, на Півдні України вирощували як декоративну рослину айлант високий (A. altissima) — до 30 м заввишки, з розлогим гіллям і світло-сірою корою. Легко дичавіє. В 2023 році, згідно наказу Міністра захисту довкілля та природних ресурсів України № 695/39751 від 05.05.2023 року айлант високий включено до "Переліку чужорідних видів дерев, заборонених у відтворенні лісів", з відповідною забороною використовувати його для створення та відновлення лісів та полезахисних смуг в Україні.
Деревина міцна, придатна для виготовлення токарних виробів.

## Значення та застосування
Гельмінти та дизентерія лікуються за допомогою кори та листя цього дерева. Хороший медонос - до 300 кг меду з гектару. Також використовується з метою декорації.